# Erimli, Arıcak
Erimli là một thị trấn thuộc huyện Arıcak, tỉnh Elâzığ, Thổ Nhĩ Kỳ. Dân số thời điểm năm 2011 là 2.609 người.